# Oleksandr Loukiantchenko
Oleksandr Oleksiovytch Loukiantchenko (en ukrainien, Лук'янченко Олександр Олексійович), né le 30 août 1947, est le maire de la ville ukrainienne de Donetsk, capitale administrative de l'oblast de Donetsk, depuis 2002.

## Biographie
Il naît dans une famille ukrainienne russophone au village de Berdytchi dans l'oblast de Donetsk, où il poursuit ses études primaires, puis ses études secondaires à Adveïevka. En 1962, il entre à l'institut technique du génie de Donetsk, puis il fait son service militaire dans les tanks de l'armée soviétique. Il travaille ensuite à l'usine « Stroïdetal », puis à l'usine « Donetskjilstroï » de Donetsk en tant qu'ingénieur en chef.
Après la chute de l'URSS, il devient président-adjoint de l'administration municipale provisoire de Donetsk le 27 novembre 1992. De 1994 à 1996, il est en poste à l'administration régionale de l'oblast de Donetsk où il atteint le poste de président-adjoint. Ensuite, il passe deux ans en tant que directeur général de l'administration des autoroutes de l'oblast de Donetsk. Il est nommé premier adjoint du maire Vladimir Rybak qu'il remplace en 2002 après les élections municipales du 31 mars. Il est réélu le 26 mars 2006 et une troisième fois, le 31 octobre 2010.
Il quitte la ville de Donetsk pour Kiev début juillet 2014, après avoir reçu des menaces de mort de la part de membres de la république populaire de Donetsk. Il déclare qu'il continuera à diriger l'administration de la ville depuis Kiev jusqu'à ce qu'il puisse y retourner. L'actuel maire pro-russe est Alekseï Koulemzine depuis 2016.